# The Blacklist: Redemption
The Blacklist: Redemption ist eine US-amerikanische Dramaserie, die ein Spin-off zur Fernsehserie The Blacklist darstellt. Die Serie übernimmt die aus der Mutterserie bekannte Figur Tom Keen (Ryan Eggold) und handelt von dessen Verhältnis zur von Famke Janssen dargestellten Susan Hargrave, einer am Ende der dritten Staffel der Mutterserie eingeführten Figur. Des Weiteren sind die ebenfalls in Staffel 3 eingeführten Figuren Nez Rowan, Matias Solomon und Dumont Teil dieser Serie.
Zu einer offiziellen Serienbestellung durch den Sender NBC kam es am 14. Mai 2016. Die aus nur 8 Folgen bestehende Staffel wurde vom 23. Februar 2017 bis zum 13. April 2017 ausgestrahlt. Am 12. Mai 2017 wurde durch den ausstrahlenden Sender NBC bekannt gegeben, dass die Serie nicht fortgesetzt wird und Hauptdarsteller Ryan Eggold ab Staffel 5 zur Serie The Blacklist zurückkehren wird. Die deutschsprachige Erstausstrahlung erfolgt durch den Sender RTL Crime seit dem 25. Juli 2017.

## Besetzung und Synchronisation
Die deutsche Synchronisation entstand unter der Dialogregie von Kathrin Simon nach Dialogbüchern von Edgar Möller durch die Synchronfirma Scalamedia GmbH in München.

### Hauptdarsteller
| Rolle                                      | Darsteller      | Synchronsprecher   |
| ------------------------------------------ | --------------- | ------------------ |
| Susan Scott „Scottie“ Hargrave             | Famke Janssen   | Christin Marquitan |
| Tom Keen/Jacob Phelps/Christopher Hargrave | Ryan Eggold     | Manou Lubowski     |
| Nez Rowan                                  | Tawny Cypress   | Anke Reitzenstein  |
| Matias Solomon                             | Edi Gathegi     | Markus Pfeiffer    |
| Dumont                                     | Adrian Martinez | Stefan Günther     |

### Wiederkehrende Figuren und Gastdarsteller
| Rolle                | Darsteller       | Synchronsprecher |
| -------------------- | ---------------- | ---------------- |
| Howard Hargrave      | Terry O’Quinn    | Lothar Hinze     |
| Kat Carlson          | Theodora Miranne | Janina Dietz     |
| Daniel/Trevor        | Dan Amboyer      | Andreas Thiele   |
| Elizabeth „Liz“ Keen | Megan Boone      | Shandra Schadt   |
| Harold Cooper        | Harry J. Lennix  | Matthias Klie    |
| Richard Whitehall    | Clarke Peters    | Ekkehardt Belle  |

## Episodenliste
Die Erstausstrahlung der ersten Staffel begann am 23. Februar 2017 beim US-amerikanischen Fernsehsender NBC.
| Nr. | Deutscher Titel                                                                   | Originaltitel         | Erstausstrahlung USA | Deutschsprachige Erstausstrahlung (D) | Regie                | Drehbuch | Quoten (USA) |
| --- | --------------------------------------------------------------------------------- | --------------------- | -------------------- | ------------------------------------- | -------------------- | --- | ------------ |
| 1   | Tom Keens neue Mission: Mütter, Väter, Attentäter (RTL Crime) / Leland Bray (DVD) | Leland Bray           | 23. Feb. 2017        | 25. Juli 2017                         | John Terlesky        | Jon Bokenkamp, John Eisendrath & David Amann Idee: Jon Bokenkamp, John Eisendrath, Lukas Reiter & J. R. Orci | 4,26 Mio.    |
| 2   | Wer ist Kevin Jensen? (RTL Crime) / Kevin Jensen (DVD)                            | Kevin Jensen          | 2. März 2017         | 1. Aug. 2017                          | Donald E. Thorin Jr. | Lukas Reiter                                                                                                 | 4,76 Mio.    |
| 3   | Reproduktionen (RTL Crime) / Independence, U.S.A. (DVD)                           | Independence, U.S.A.  | 9. März 2017         | 8. Aug. 2017                          | Bill Roe             | Sean Hennen                                                                                                  | 3,69 Mio.    |
| 4   | Verdeckte Operationen (RTL Crime) / Operation Davenport (DVD)                     | Operation Davenport   | 16. März 2017        | 15. Aug. 2017                         | John Terlesky        | Richard D’Ovidio & Spencer Hudnut                                                                            | 4,12 Mio.    |
| 5   | Kurz vor dem Tod und kurz vor der Wahrheit (RTL Crime) / Nordwind 301 (DVD)       | Borealis 301          | 23. März 2017        | 22. Aug. 2017                         | Elodie Keene         | Glen Whitman & Matt Bosack                                                                                   | 3,96 Mio.    |
| 6   | Hostages (RTL Crime) / Geiseln (DVD)                                              | Hostages              | 30. März 2017        | 29. Aug. 2017                         | Andrew McCarthy      | Dan E. Fesman & Sean Hennen                                                                                  | 4,06 Mio.    |
| 7   | Whitehall (RTL Crime & DVD)                                                       | Whitehall             | 6. Apr. 2017         | 5. Sep. 2017                          | Oz Scott             | Spencer Hudnut, Richard D’Ovidio & Kathryn Miller Kelley                                                     | 3,72 Mio.    |
| 8   | Whitehall: Conclusion (RTL Crime) / Whitehall: Fazit (DVD)                        | Whitehall: Conclusion | 13. Apr. 2017        | 12. Sep. 2017                         | John Terlesky        | Dan E. Fesman, Glen Whitman & Matt Bosack Idee: J. R. Orci                                                   | 3,92 Mio.    |

## Veröffentlichung im deutschsprachigen Raum
Im deutschsprachigen Raum wurde die Serie durch Sony Pictures Home Entertainment Ende November 2017 veröffentlicht. Im Gegensatz zur Mutterserie The Blacklist erschien die einzige Staffel der Serie ausschließlich auf DVD. Zu einer Veröffentlichung auf BluRay kam es nicht.
Die deutschsprachigen Titel der einzelnen Episoden variieren gegenüber denen vom Sender RTL Crime.